# Station Severn Beach
Severn Beach is een spoorwegstation van National Rail in Severn Beach, South Gloucestershire in Engeland. Het station is eigendom van Network Rail en wordt beheerd door Great Western Railway. 